# Anaerob
Anaerob ali anaerobni organizem (tudi anaerobiont) je vsak organizem, ki za svojo rast ne potrebuje kisika. Prisotnost kisika lahko anaerobu škodi ali celo povzroči njegov propad. Nasprotno so aerobi (aerobni organizmi) takšni, ki potrebujejo življenjsko okolje, v katerem je dovolj kisika. Anaerobi so lahko enocelični (kot denimo praživali in bakterije) ali večcelični. Večina gliv je obveznih (obligatnih) aerobov, saj za svoje preživetje potrebujejo kisik, medtem ko delež glivnih vrst predstavlja obvezne anaerobe (kot so denimo hitridne glive, predstavniki debla Chytridiomycota, ki prebivajo v prebavilih goveda, kjer je izrazito anaerobno okolje). Tudi globoke oceanske vode spadajo med življenjska okolja, kjer je kisika ni (so anaerobne oziroma anoksične) ali ga je malo (so hipoksične).

## Razvrščanje
Običajno anaerobe razvrščamo na tri glavne skupine: 
- Obvezni (striktni ali obligatni) anaerobi v prisotnosti kisika ne morejo preživeti in v takšnih razmerah običajno propadejo.[5][6][7]
- Aerotolerantni anaerobi kisika ne morejo uporabiti za rast, a lahko preživijo ob njegovi prisotnosti.[8][9][7]
- Fakultativni anaerobi, ki sicer zmorejo rasti tudi brez kisika, a se ob njegovi prisotnosti poslužijo aerobnega tipa presnovnih reakcij.[8][7]

Kljub temu zgoraj opisana razvrstitev morda ni popolnoma pravilna, saj so raziskave pokazale, da lahko človeški obvezni anaerobi (na primer grampozitivna bakterija Finegoldia magna ali metanogena arheja Methanobrevibacter smithii) rastejo v aerobnem okolju, če so rastnemu mediju dodani antioksidanti (denimo askorbinska kislina oziroma vitamin C, glutation in sečna kislina).
Določanje tipov anaerobov je mogoče z gojitvijo v tekoči kulturi, saj je za vsako skupino značilen točno določen položaj v epruveti:
1. Obvezne (obligatne) aerobne bakterije se v velikih količinah zberejo na zgornji strani epruvete, da lahko na tak način pridobijo kar največ kisika, ki ga na drugih mestih gojišča ni ali se nahaja v manjši koncentraciji.[7]
2. Obvezne (obligatne) anaerobne bakterije se vedejo obratno, saj se vrha epruvete zaradi toksičnosti kisika izogibajo, največ pa se jih zbere na spodnjem delu, kjer je koncentracija kisika najmanjša.[7]
3. Fakultativne anaerobne bakterije ravnajo podobno kot obvezne aerobne bakterije (največ jih je na vrhu epruvete), četudi so prve zmožne preživeti tudi v okolju brez kisika. Tovrstni mikrobi so raje v s kisikom bogatem okolju, ker so reakcije aerobnega tipa presnove energijsko bolj ugodne in ekonomične. Kljub temu se delež fakultativnih anaerobov nahaja tudi v drugih delih epruvete, kjer je kisika manj ali ga sploh ni.[7]
4. Mikroaerofilne vrste so aerobi, ki se v največji količini nahajajo na zgornji polovici epruvete, a ne na samem vrhu, ker jim zadostujejo že majhne koncentracije kisika (izpostavljenost previsokim koncentracijam kisika je lahko za tovrstne bakterije celo strupena).[7]
5. Porazdelitev aerotolerantnih bakterij je raznolika, saj na njo prisotnost kisika nima vpliva (njihova presnova je v osnovi anaerobna, a jim prisotnost kisika ne škodi). Zatorej so tovrstne bakterije najpogosteje enakomerno porazdeljene po epruveti.[7]

## Energijska presnova
Nekateri obvezni (obligatni) anaerobi za pridobivanje energije uporabljajo procese vrenja ali fermentacije, medtem ko delež tovrstnih anaerobov izvaja anaerobni tip dihanja, pri katerem so sprejemniki elektronov druge molekule (in ne kisik). Vsi aerotolerantni anaerobi naj bi se posluževali izključno fermentacije. Po drugi strani izstopajo fakultativni anaerobi, ki za pridobivanje energije v prisotnosti kisika uporabljajo običajni tip aerobnega celičnega dihanja, medtem ko ob pomanjkanju ali popolni odsotnosti preidejo na bodisi anaerobno dihanje bodisi vrenje.

## Gojitev anaerobov
Najpogosteje se mikroorganizme goji v okolju, kjer je prisoten tudi zrak iz ozračja, kar pomeni, da v takšnih razmerah ni mogoče gojiti anaerobnih mikrobov, ki atmosferskega kisika ne prenesejo. Posledično so razvili več različnih tehnik, ki se uporabljajo pri gojenju anaerobnih mikroorganizmov, ker jim omogočajo bivalno okolje brez kisika. Med pogostejše tovrstne metode spadata denimo uporaba zaprtih komor (napolnjenih z dušikom ali zapečatenih na kak drug način) in injiciranje anaerobnih bakterij v dvokaličnice, ki prav tako predstavljajo anaerobno oziroma vsaj hipoksično okolje. Pomembna spoznanja so prispevale tudi novejše raziskave, v katerih je francoska skupina ugotovila, da je nekatere anaerobe mogoče gojiti tudi v normalnih gojiščih, če se jim doda antioksidante.